# Zon
Zon es una empresa norteamericana dedicada a la construcción de bajos eléctricos de gama alta.

## Historia
(Mykexd) Zon, un músico aficionado de la localidad norteamericana de Buffalo, cerca de Nueva York, había construido en 1977 su primer instrumento siendo aún un adolescente. Lo había fabricado por una mezcla de placer y pura curiosidad usando el taller de ebanistería de un amigo de sus padres, con quienes aún vivía, pero los resultados no fueron en absoluto satisfactorios y Joe acabó destruyendo sus dos primeros prototipos, que había construido completamente a mano desde cero.
Sin embargo, su tercer prototipo, un diseño inspirado en el Gibson Thunderbird de John Entwistle (de quien Joe era un gran fan en aquella época), con cuerpo de roble y mástil de abedul, presentaba una insólita configuración de tres pastillas (una humbucker en la posición del mástil, una tipo jazz en el medio y una tipo precision invertida en el puente) que acabó dándole los resultados que esperaba, pues Joe quería extraer sonidos un poco más agudos en las cuerdas graves y un poco más graves en las cuerdas agudas. La idea había surgido de los intercambios de Zon con el bajista Billy Sheehan, quien estaba efectuando experimentos similares en su Precision
Mientras tanto, al tiempo que perfeccionaba sus habilidades trabajando en un taller de reparación de guitarras, Joe comenzó una breve carrera como músico profesional que, además de permitirle probar sus propios diseños, le daba la oportunidad de intercambiar sus ideas con las de otros músicos en activo. La gran cantidad de comentarios positivos hacia el trabajo de Joe lo estimularon finalmente a crear la compañía que lleva su nombre, en 1981

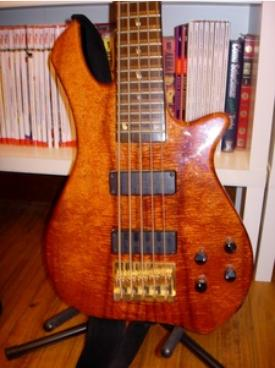
Zon Legacy.

Si hay alguna constante en los bajos de Joe Zon, es su interés por el grafito como material de construcción. Cuando en 1982 descubrió los bajos Modulus, que incorporaban este tipo de mástiles, encargó a la compañía la fabricación de los mástiles que llevarían los bajos con su nombre, que presentaría en la feria NAMM de ese mismo año. Motivado por las buenas críticas que recibieron sus primeros instrumentos, y sobre todo por los positivos comentarios de Ron Wickersham, de Alembic, Joe se decidió a establecerse definitivamente como luthier

## Modelos y Valoración
El primer modelo presentado oficialmente por la firma fue el "Scepter", de diseño futurista, pero si hay un modelo que define a la marca, este es sin duda el "Legacy", presentado en 1982 y que todavía permanece en el catálogo de la firma. Inconfundible por el original diseño de su cuerpo, el "Legacy" ofrecía en 1982 una combinación de características tradicionales (cuerpo de madera) y alta tecnología (mástil de grafito, circuitería activa), único en la época. 
Los últimos instrumentos Zon con mástil Modulus fueron fabricados a principios de los '90, pero en 1992 Joe presentó otro hit instantáneo: el modelo "Sonus" era una revisión modernizada del clásico Jazz Bass ofrecido en muy diferentes versiones (4, 5 o 6 cuerdas, una o dos pastillas, diversos tipos de madera...) incluyendo una versión con pastillas ópticas LightWave.
Un último modelo clásico de la firma, construido para el virtuoso Michael Manring, con quien la firma ha mantenido una asociación larga y fructuosa, es el complejo y curioso Zon "Hyperbass", creado en 1990; Con un rango extendido de tres octavas y hendiduras extremas en el cuerpo del instrumento para facilitar el acceso a las zonas altas del diapasón, presenta un total de diez clavijas (ocho en el clavijero y dos en el puente) que permiten cientos de afinaciones alternativas y el paso de una a otra en cuestión de segundos. Además, el instrumento cuenta con electrónica no menos peculiar: un pastilla Bartolini, que a la vista parece solo una, pero en realidad son cuatro pastillas (una para cada cuerda) y cuatro piezos Fishman en el interior del bajo (uno en el mástil y tres en diversas partes del cuerpo), ofreciendo salida mono o cuadrofónica, lo que produce que cada cuerda pueda tener su propio canal. Por sus singulares características, el Zon "Hyperbass" representa una verdadera piedra angular en el campo de la construcción de bajos eléctricos, y es una referencia fundamental cuando se habla de la aplicación de la alta tecnología a este campo.